# Juan Sánchez Miño
Juan Manuel Sánchez Miño (Buenos Aires, 1 januari 1990) is een Argentijns voetballer die doorgaans als middenvelder speelt. Hij verruilde Torino in juli 2016 voor Independiente. Hij beschikt ook over de Italiaanse nationaliteit.

## Clubcarrière
Sánchez Miño debuteerde in 2010 voor Boca Juniors in de Argentijnse Primera División, tegen Quilmes AC. In twee seizoenen scoorde hij zes keer in 79 competitiewedstrijden voor de club uit Buenos Aires. In augustus 2014 werd hij getransfereerd naar Torino, waar hij een vierjarig contract tekende. Op 31 augustus 2014 debuteerde hij hiervoor in de Serie A, thuis tegen Internazionale. Hij mocht in de loop van de tweede helft invallen voor Omar El Kaddouri.
1 Albil ·
2 Franco ·
3 Gonzalo Asis ·
4 Figal ·
5 Domingo ·
6 Sánchez Miño ·
7 Benítez ·
8 Meza ·
9 Gigliotti ·
10 Gaibor ·
11 Fernández ·
12 Velez ·
13 Rehak ·
14 Amorebieta ·
15 Rodríguez ·
16 Bustos ·
17 B. Romero ·
18 S. Romero ·
20 Silva ·
22 Martínez ·
23 Brítez ·
25 Campaña  ·
26 Gutiérrez ·
27 Menéndez ·
29 Pizzini ·
30 Verón ·
Coach: Holan